# Sabinal (Texas)
Sabinal è una città della contea di Uvalde, Texas, Stati Uniti. La popolazione era di 1 695 abitanti al censimento del 2010.

## Geografia fisica
Secondo l'Ufficio del censimento degli Stati Uniti, ha una superficie totale di 1,19 mi² (3,08 km²).
Sabinal è situata nel Texas meridionale, a circa 95 chilometri a ovest di San Antonio, la seconda città più grande del Texas, e 142,5 chilometri ad est del confine tra il Messico e gli Stati Uniti. Alla periferia occidentale della città scorre il fiume Sabinal.
La U.S. Route 90 attraversa Sabinal, così come la Southern Pacific Railroad.

## Società

### Evoluzione demografica
Secondo il censimento del 2010, la popolazione era di 1 695 abitanti.

### Etnie e minoranze straniere
Secondo il censimento del 2010, la composizione etnica della città era formata dal 79,6% di bianchi, lo 0,4% di afroamericani, lo 0,4% di nativi americani, lo 0,1% di asiatici, lo 0,0% di oceaniani, il 17,2% di altre etnie, e il 2,4% di due o più etnie. Ispanici o latinos di qualunque etnia erano il 66,5% della popolazione.